# ناحیه ورمانت، شهرستان فولتن، ایلینوی
ناحیه ورمانت، شهرستان فولتن، ایلینوی (به انگلیسی: Vermont Township, Fulton County, Illinois) یک سکونتگاه مسکونی در ایالات متحده آمریکا است که در شهرستان فولتن، ایلینوی واقع شده‌است.

## خصوصیات
ناحیه ورمانت ۹۷۴ نفر جمعیت دارد و ۱۹۳ متر بالاتر از سطح دریا واقع شده‌است.